# Perlocutionaire handeling
Met een perlocutionaire handeling wordt het (veelal psychologische) effect dat een bepaalde taalhandeling bij de toegesprokene beoogt te bereiken bedoeld. Voorbeelden van op deze manier beoogde effecten zijn overtuigen, inspireren enz. Omdat perlocutionaire handelingen zich qua beschrijving op een ander niveau bevinden dan locutionaire en illocutionaire handelingen (de nadruk ligt meer op het beoogde effect van de taaluiting dan op de uiting als zodanig), worden ze van deze twee categorieën onderscheiden. De term perlocutionaire handeling is bedacht door John Austin.
Voorbeelden van perlocutionaire handelingen zijn de zinnen Wat is het hier smerig! en Het tocht hier!, waarmee een bepaald effect (nl. het verrichten van een zekere handeling; het schoonmaken van de betreffende ruimte of het sluiten van een raam of deur) bij de toegesprokene beoogd wordt.